# Parrocchie civili dell'Inghilterra
La parrocchia civile è il più basso ente amministrativo inglese, corrispondente, dal punto di vista comparativo strettamente territoriale, ai comuni nel resto dell'Europa continentale, anche se amministrativamente hanno un peso del tutto marginale dato che in Inghilterra le funzioni municipali sono esercitate sostanzialmente dai distretti.
Le parrocchie non sono neppure un compartimento obbligatorio. Se la larghissima maggioranza del territorio inglese è incluso in una parrocchia, non così la popolazione, dato che le grandi aree urbane non prevedono questo ente locale, facendo sì che solo un terzo degli inglesi abiti in una parrocchia. Weston-super-Mare è la parrocchia con il maggior numero di residenti. Di contro, alcune parrocchie sono disabitate e sono state mantenute solo per motivi patriottici, essendo i loro abitanti fuggiti o periti per bombardamenti nazisti durante la guerra. Nel complesso, le parrocchie sono circa diecimila.
Le parrocchie sono generalmente rette da un consiglio, ma le più piccole si reggono semplicemente sulla democrazia diretta dei pochi residenti. Oltre una certa soglia, le parrocchie possono ricevere il titolo di town, paese, dalle superiori autorità locali, mentre più sopra è il monarca a rilasciare eventualmente il titolo di city, che dà diritto ad avere un sindaco.
Le poche funzioni delle parrocchie sono delegate dagli enti superiori, e sono variabili a seconda dei casi. Se le città hanno poteri e risorse quasi municipali, le parrocchie più piccole gestiscono qualche struttura come i parchi pubblici, talvolta le biblioteche o la raccolta dei rifiuti o l’illuminazione stradale.

## Lista
Questa è una lista delle parrocchie civili divise per contea cerimoniale dell'Inghilterra, di cui costituiscono il livello più basso di amministrazione locale.
| Bedfordshire Berkshire Buckinghamshire Cambridgeshire Cheshire Cornovaglia Cumbria Derbyshire Devon Dorset Durham East Riding of Yorkshire | East Sussex Essex Gloucestershire Grande Londra Grande Manchester Hampshire Herefordshire Hertfordshire Isle of Wight Kent Lancashire Leicestershire | Lincolnshire Merseyside Norfolk Northamptonshire Northumberland North Yorkshire Nottinghamshire Oxfordshire Rugby Rutland Shropshire Somerset South Yorkshire | Staffordshire Suffolk Surrey Tyne and Wear Warwickshire West Midlands West Sussex West Yorkshire Wiltshire Worcestershire |

## Unparished area
Molti centri urbani sono classificati come unparished area (lett. "area non parrocchiale"), in quanto non incluse in alcuna parrocchia civile. Queste aree sono quindi direttamente amministrate dal livello amministrativo superiore, solitamente un distretto metropolitano.
Oltre ai borghi di Londra (a eccezione della Città di Westminster) e alla Città di Londra, i seguenti distretti non sono coperti da parrocchie: Blackpool, Blyth Valley, Bournemouth, Bristol, Broxbourne, Bury, Cambridge, Crawley, Derby, Dudley, Eastbourne, Epsom and Ewell, Exeter, Fareham, Gosport, Harlow, Hastings, Havant, Ipswich, Kingston upon Hull, Leicester, Lincoln, Liverpool, Luton, North Tyneside, Norwich, Nottingham, Nuneaton and Bedworth, Oadby and Wigston, Poole, Reading, Rochdale, Runnymede, Rushmoor, Salford, Sandwell, Southampton, South Tyneside, Spelthorne, Stevenage, Stoke-on-Trent, Tamworth, Thurrock, Walsall, Wansbeck, Watford, Wirral, Wolverhampton, Worthing.
I seguenti distretti hanno una o due parrocchie: Birmingham, Castle Point, Chesterfield, Christchurch, Coventry, Gateshead, Gloucester, Manchester, Middlesbrough, Oldham, Plymouth, Portsmouth, Redditch, Stockport, Southend-on-Sea, Tameside, Torbay, Woking, Worcester.